# Conférence Byurakan

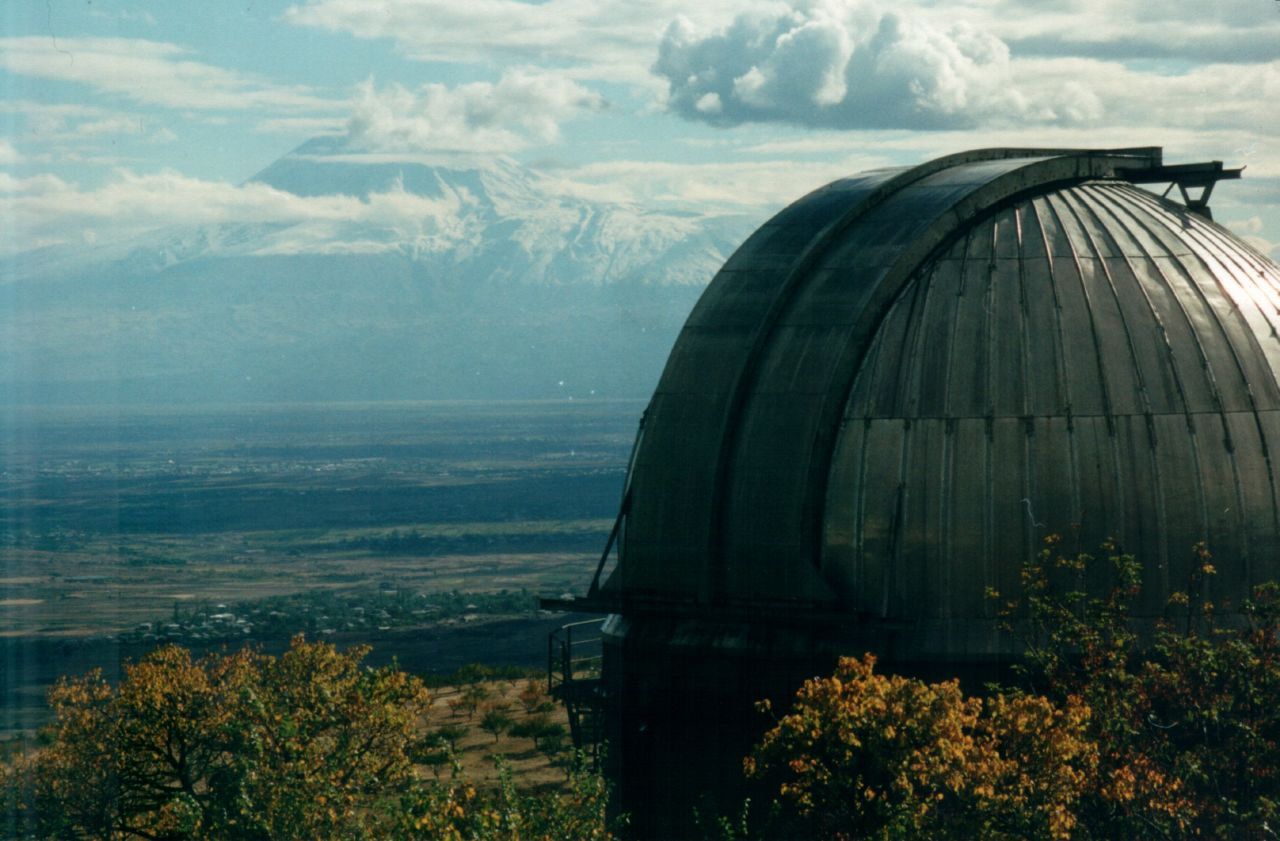
L'observatoire astrophysique de Byurakan

La conférence Byurakan a lieu à l'observatoire astrophysique de Byurakan en Arménie en 1964, à l'initiative du jeune scientifique Nikolaï Kardachev. Elle réunit de nombreux astronomes et astrophysiciens soviétiques dans le but de faire le point des connaissances et des résultats en matière de recherche de traces de vie extraterrestre. La possibilité que des civilisations extraterrestres puissent être détectées au moyen des instruments alors disponibles est également débattue. Les critères de communication avec une intelligence extraterrestre sont l'objet de prises de paroles.

## Objectifs de la conférence
Depuis 1962, Nikolaï Kardachev est membre d'un groupe de recherche SETI à l'Institut astronomique Sternberg de Moscou. En 1964, il organise la première rencontre soviétique quant à la possibilité de civilisations extraterrestres, qui se tient à l'observatoire astrophysique de Byurakan en Arménie.
Cette conférence nationale se tient en réponse au séminaire américain dit Green Bank conference de 1961 qui a lieu à l'observatoire de Green Bank, aux États-Unis.
Réunissant des radioastronomes, il a pour objectif d'« obtenir des solutions techniques et linguistiques rationnelles quant au problème de la communication avec une civilisation extraterrestre qui est plus avancée que la civilisation de la Terre. »

## Présentations et intervenants
Nikolaï Kardachev y présente sa classification, alors que Troitskii annonce qu'il est possible de détecter des signaux émanant d'autres galaxies. Le travail de Kardachev est le centre de l'attention de tous,.
Pour Nikolaï Kardachev, « dans les 5-10 prochaines années, toutes les sources de radiation constituant le plus grand flux observable, dans toutes les régions du spectre électromagnétique, auront été découvertes et étudiées », la sensibilité des appareils d'écoute ayant en effet atteint leurs limites techniques. Selon lui, la totalité du spectre électromagnétique sera connue et, par conséquent, la liste des objets pouvant être des sources artificielles pourrait ainsi être étendue. La recherche de signaux artificiels devra alors se concentrer sur les objets de luminosité ou de rayonnement maximum appartenant à une région particulière du spectre, mais aussi sur les objets de masse importante, et sur ceux qui représentent l'essentiel de la matière dans l'Univers. Dès 1971, Kardachev considère que ce constat nécessite de préparer un plan d'écoute et d'analyse qui permette le succès de la recherche de civilisations extraterrestres. L'humanité sera alors en mesure de lever le « dilemme principal » (main dilemma) tel qu'il a été énoncé par Enrico Fermi. Ce dilemme est, selon l'astronome soviétique, certainement lié à notre manque d'informations et de connaissances,.
Kardachev pense qu'un projet de recherche comme Ozma est incapable de détecter une civilisation de type I (idée promue également par Kaplan en 1971) et que SETI devrait plutôt se concentrer sur la recherche de signaux radio intenses qui pourraient émaner de civilisations de type II ou III en activité. Pour prouver que cette approche est efficace, Kardashev a donc porté son attention sur deux radiosources détectées par le California Institute of Technology et nomenclaturées CTA-21 et CTA-102. Par la suite,  Gennadii Borisovich Sholomitskii utilise la station de recherche astronomique russe pour examiner les données de CTA-102. Il détermine que cette radiosource se distingue par sa variabilité. Kardachev considère alors que cela peut constituer l'indice d'une source d'émission artificielle, bien que de durée de vie assez courte.